# Жалгирис арена
Жалгирис арена (литв. Žalgirio Arena) је у вишенаменска арена у Каунасу, Литванија, која је тренутно у изради. Арена се налази на острву реке Њемен. Када буде завршена, она ће бити највећа арена на Балтичком подручју. Арена ће имати капацитет за кошаркашке утакмице 14.502 места, а 15.160 места за концерте.
Арену ће користити за домаћинске мечеве њен имењак, Жалгирис, који се тренутно такмичи у домаћој лиги и Евролиги. Планирано је да се у овој арени одржи плеј-оф и финале 37. Европског првенства у кошарци, које ће се септембра 2011. одржати у Литванији.